# Église Saint-Denis de Prunay-le-Gillon
L'église Saint-Denis de Prunay-le-Gillon est une église du XIIIe siècle, classée et inscrite au titre des monuments historiques. Elle est située sur la commune de Prunay-le-Gillon dans le département français d'Eure-et-Loir.

## Histoire
L'église Saint-Denis comporte un portail gothique du XIIIe siècle, ainsi qu'une charpente sculptée du XVIe siècle. Le portail est classé au titre de monument historique depuis 1920 et l'église est inscrite dans sa totalité depuis 2010.

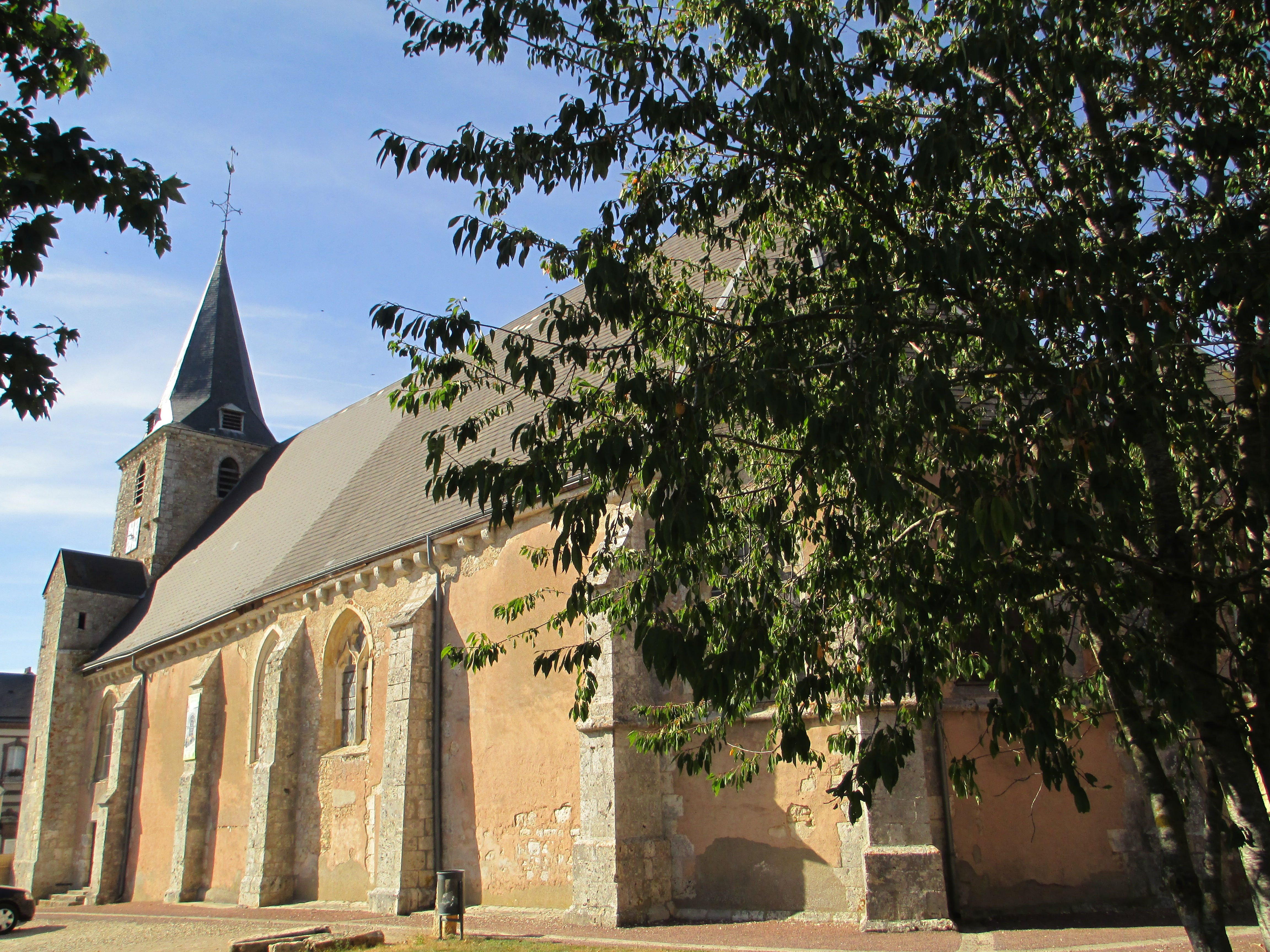
Mur sud.
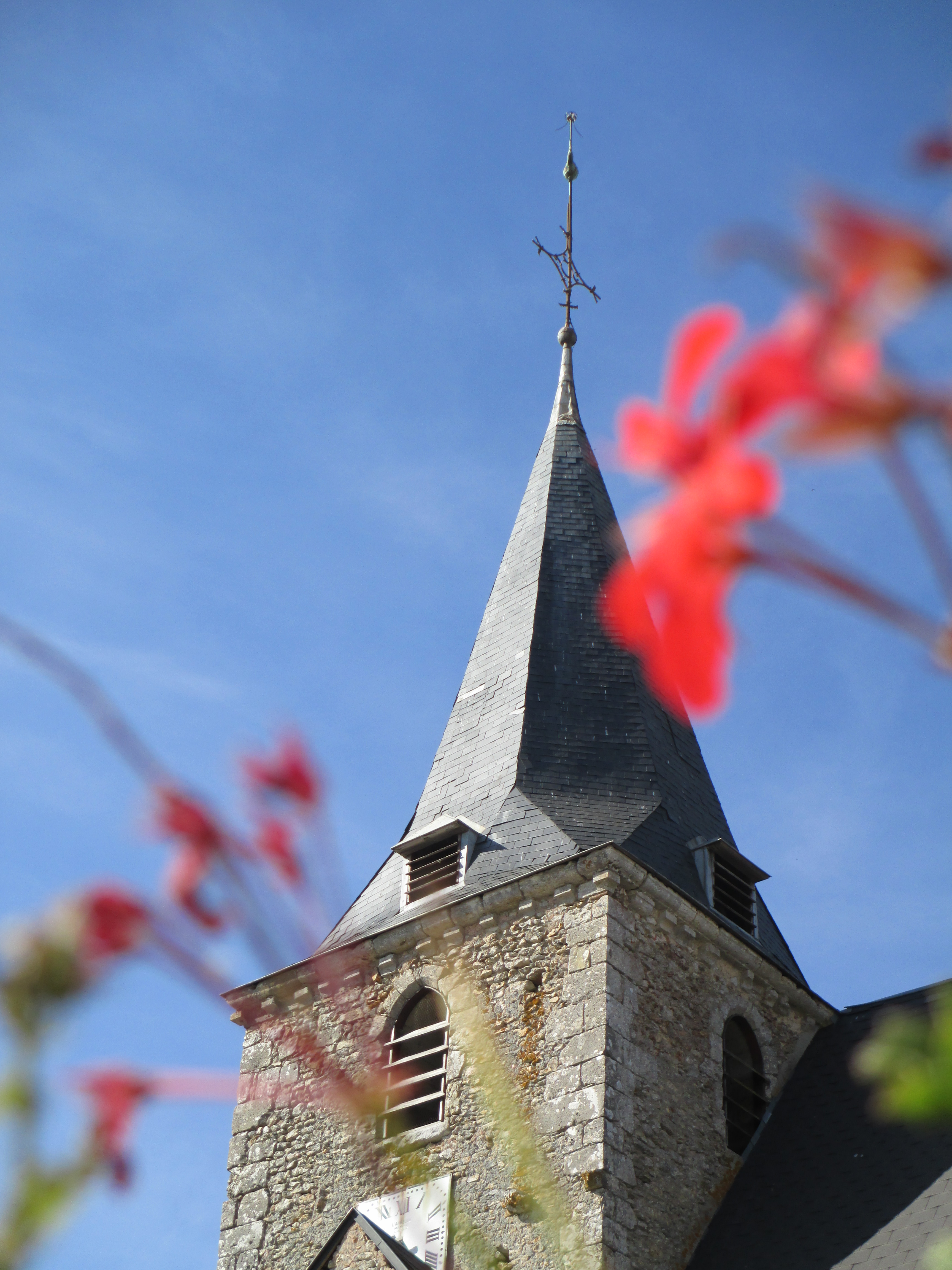
Clocher.
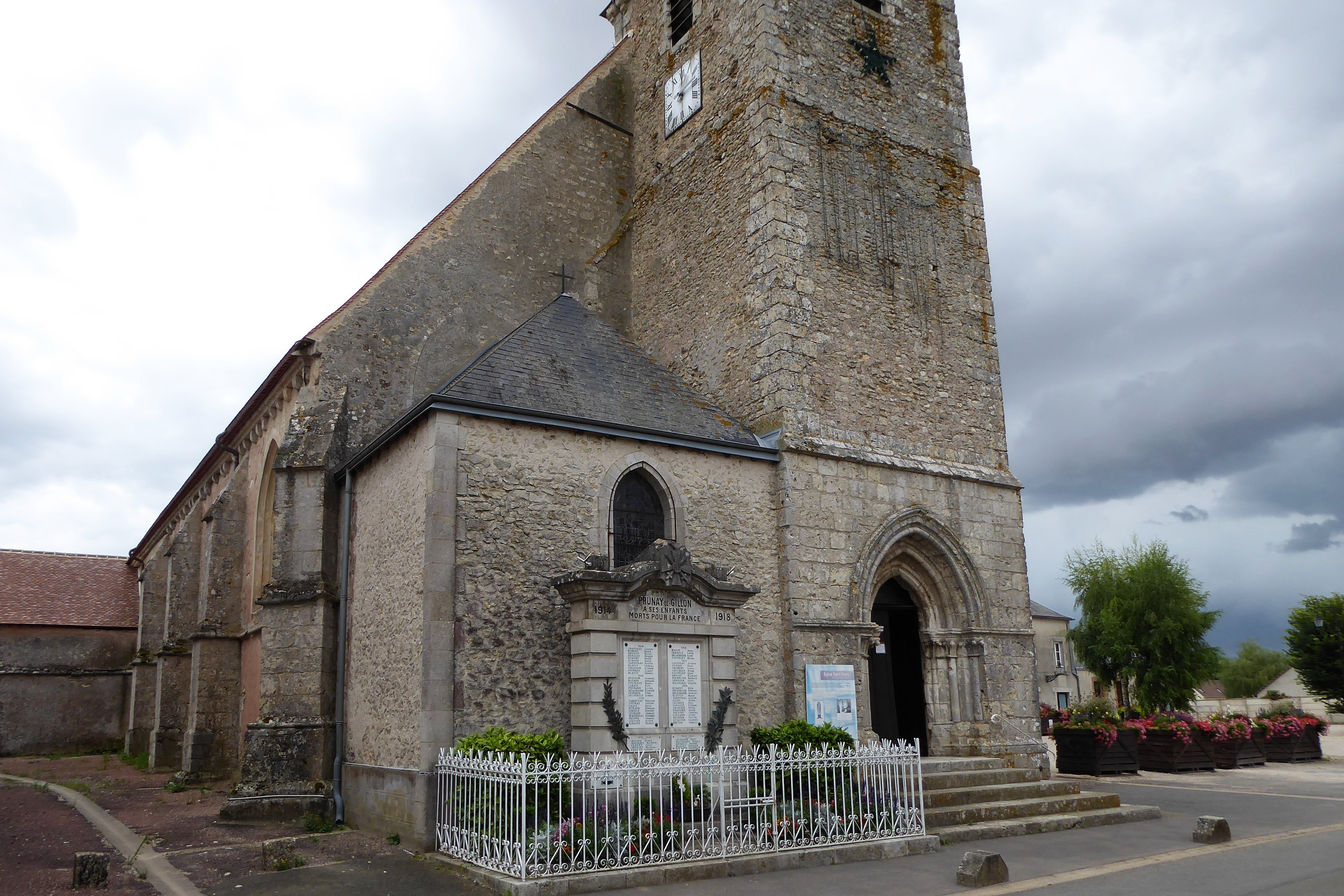
Façade ouest et mur nord.

En 2012, des travaux sont commencés pour la rénovation de la charpente ainsi que de la toiture, inauguré le 5 septembre 2015 en présence de Mgr Michel Pansard, l'évêque de Chartres.

## Mobilier
Plusieurs éléments de mobilier sont également classés monuments historiques à titre d'objet, dont :
- les fonts baptismaux en pierre du XIIIe siècle[2] ;
- deux dalles funéraires du XVIe siècle du seigneur de Prunay-le-Gillon et de sa seconde femme[3] ;
- un aigle-lutrin en bois, fin XVIIe siècle-début XVIIIe siècle[4] ;
- une peinture à l'huile de Le Cocq, La Résurrection (1741), d'après un modèle de Michel Heylbrouck. Ce tableau faisait précédemment partie du retable[5].

Mobilier
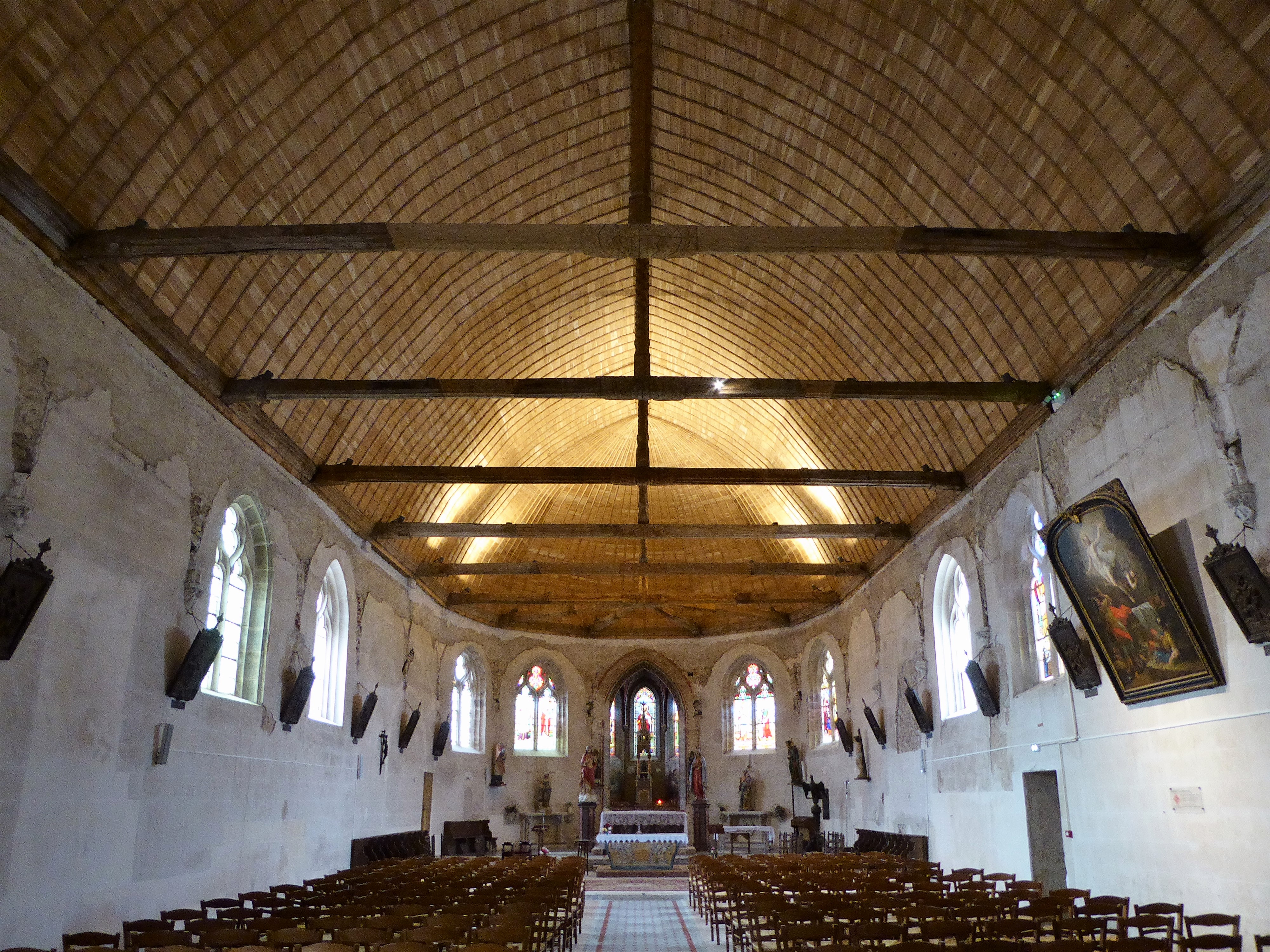
la nef et le chœur.
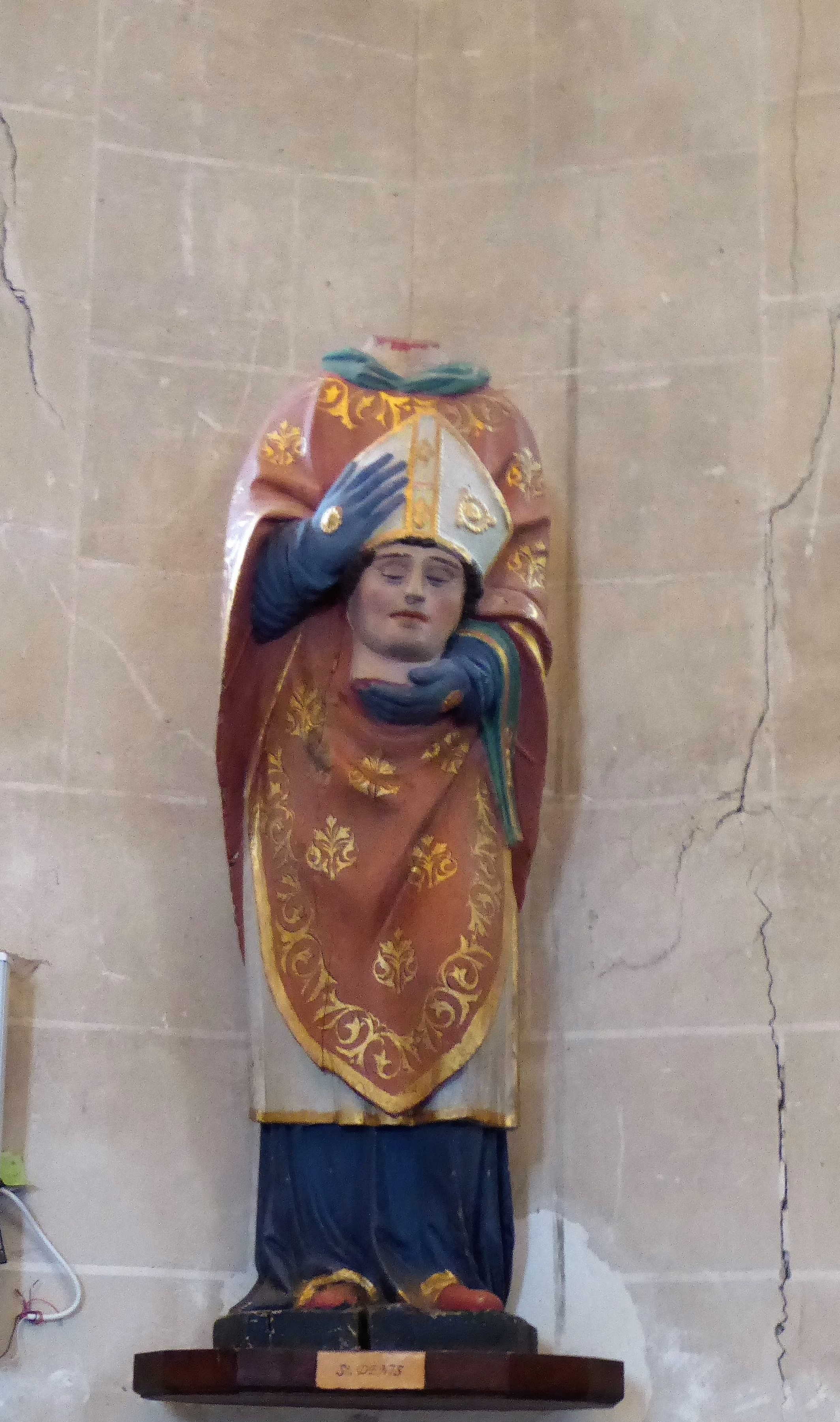
La statue de saint Denis.
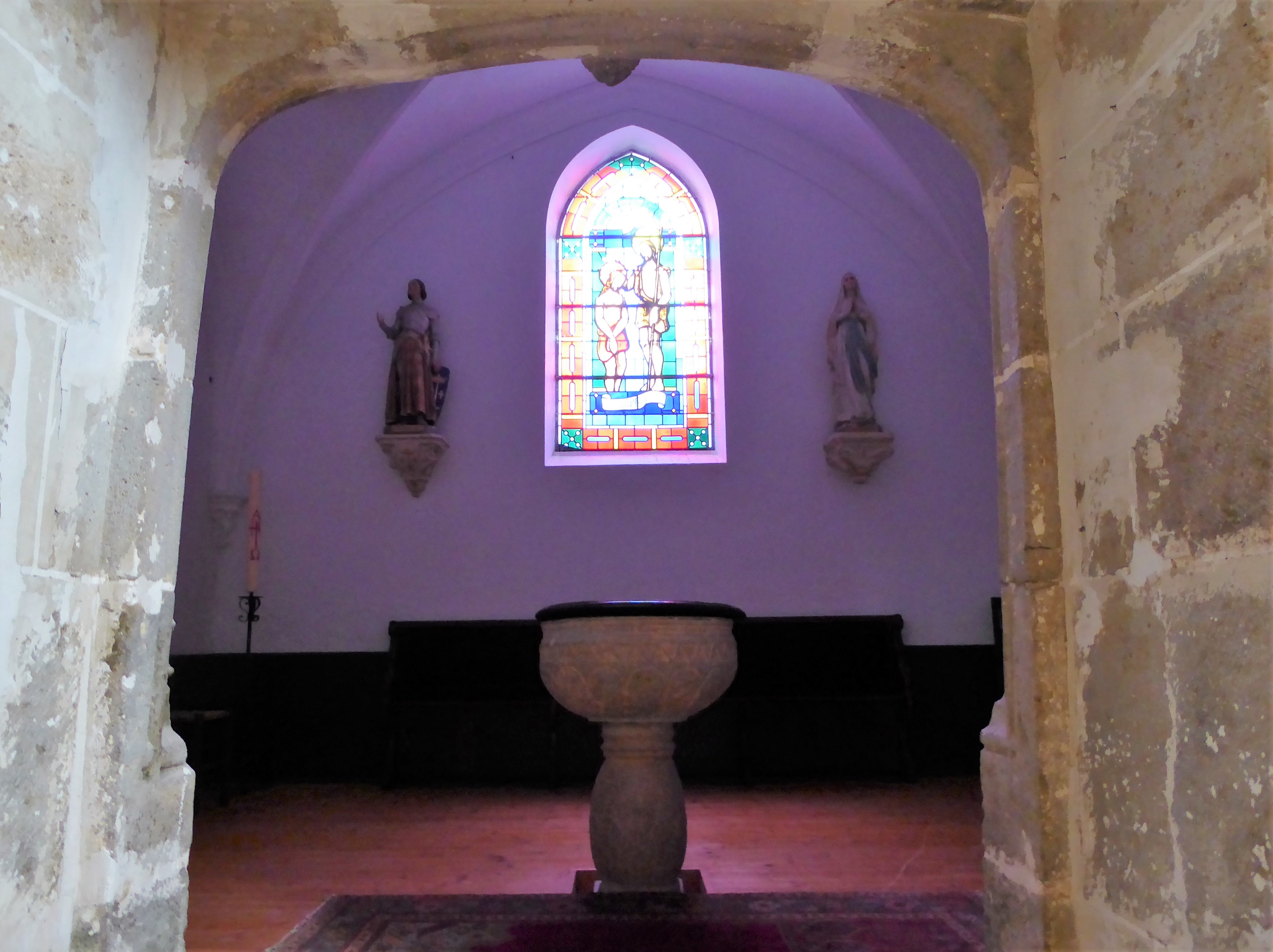
Les fonts baptismaux.
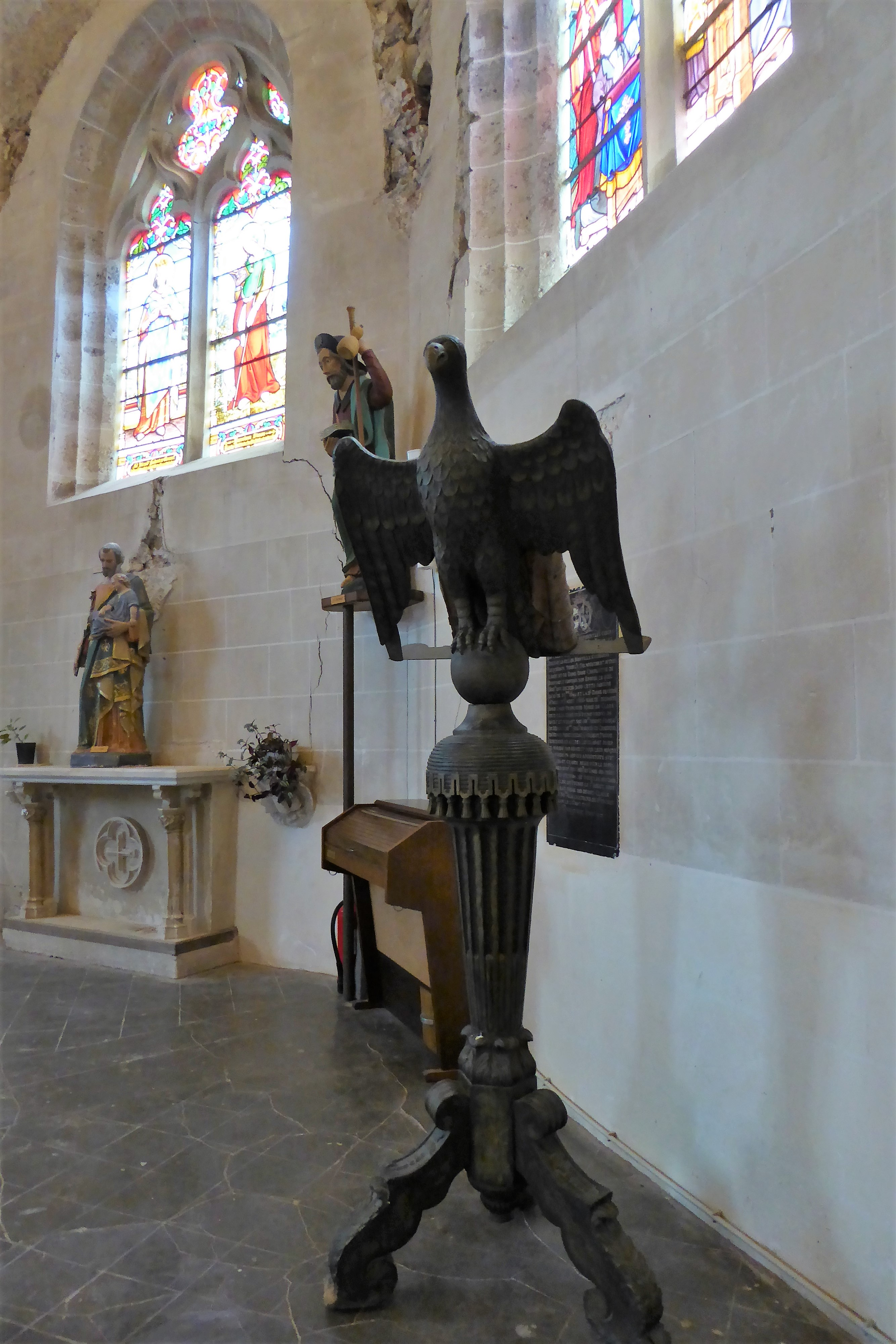
L'aigle-lutrin.
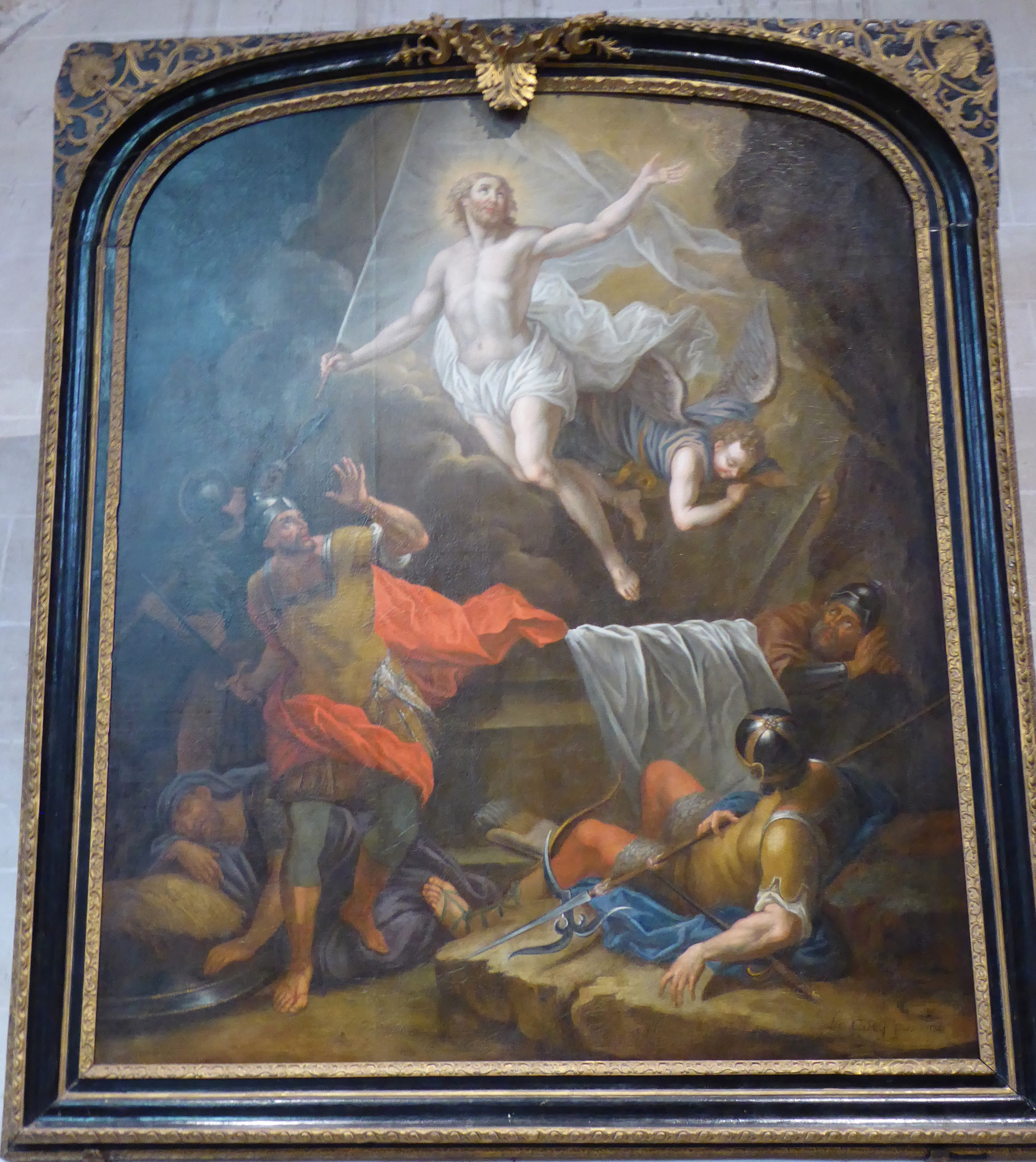
Tableau La Résurrection.

## Vitraux
La majorité des vitraux semble provenir des ateliers Lorin de Chartres, à l'exception de la chapelle des fonts baptismaux dans laquelle se trouve un vitrail de facture plus récente.
Deux vitraux, datés de 1911 et 1934, sont signés Charles Lorin, fils du fondateur de l'atelier Nicolas Lorin.

Les vitraux de Charles Lorin
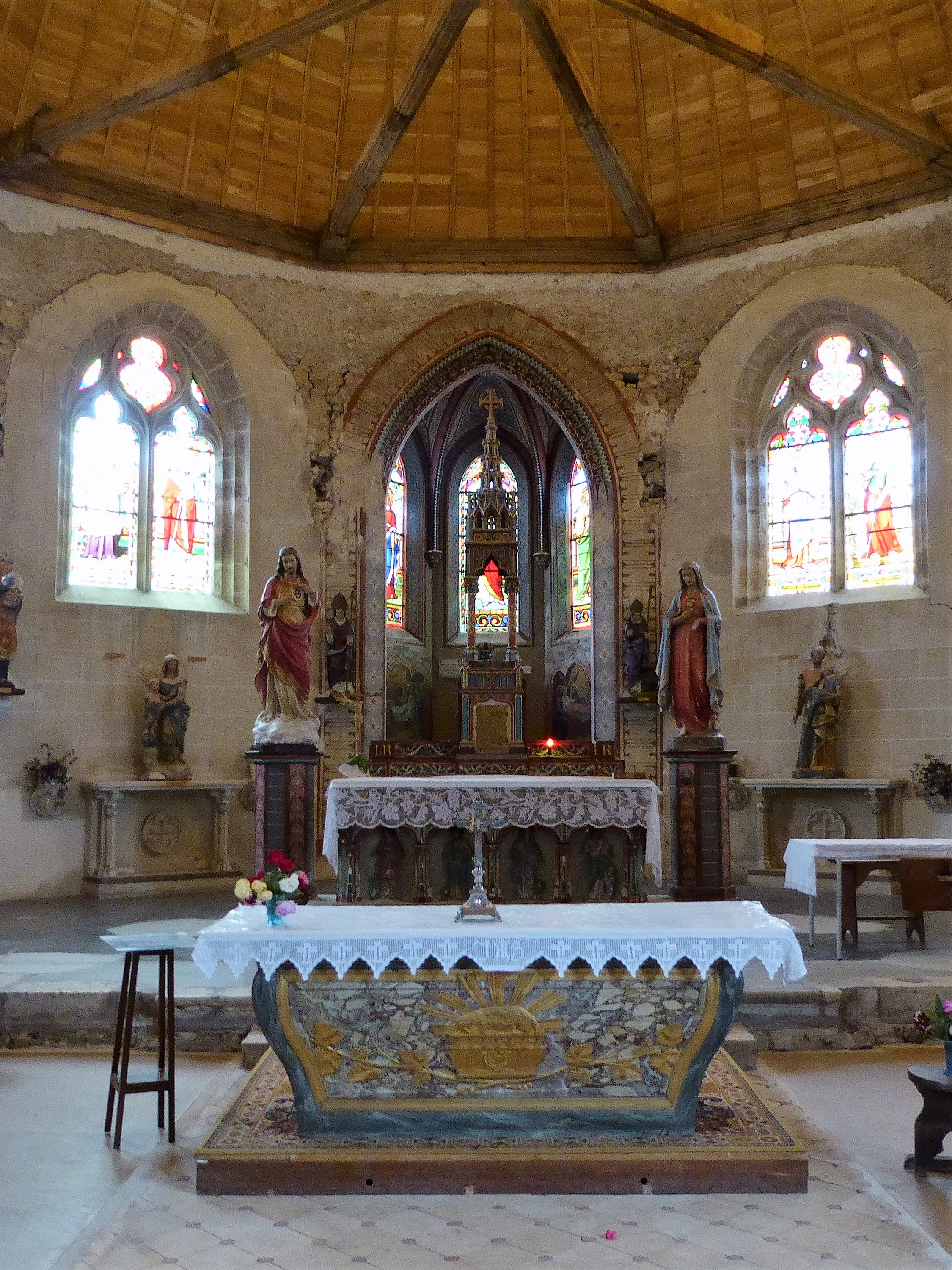
Chœur.
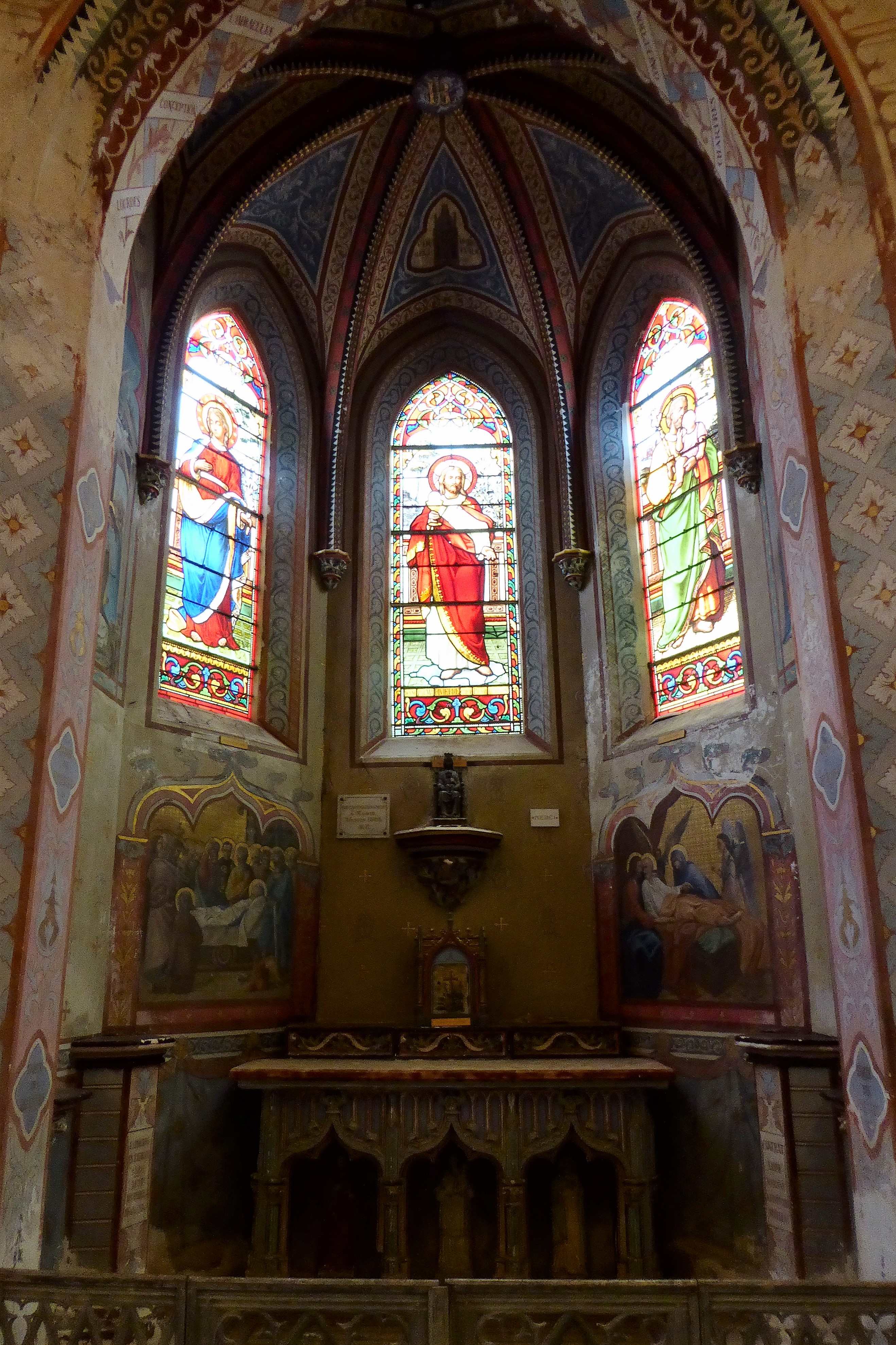
Chapelle axiale.
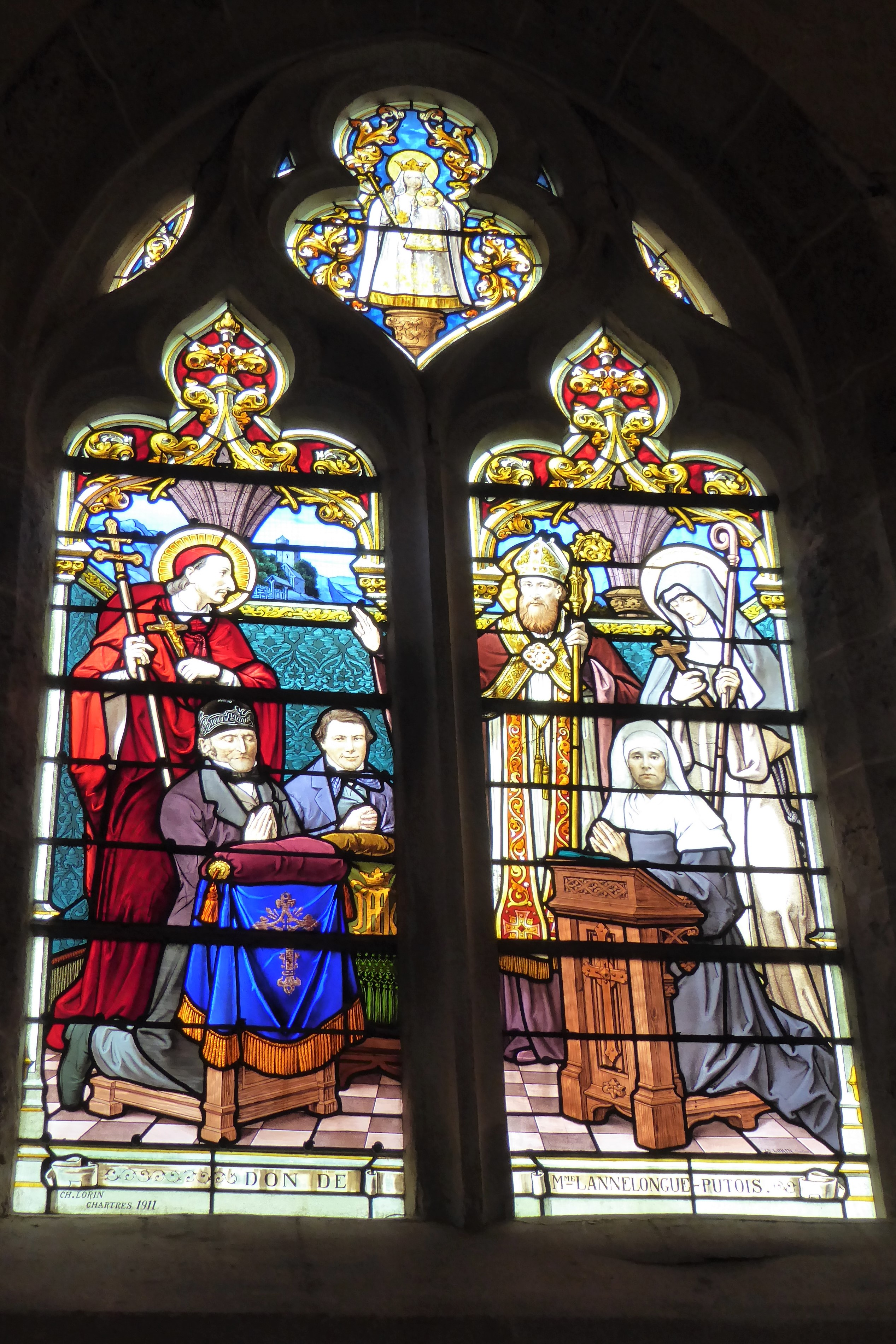
Vitrail signé Charles Lorin Chartres 1911.
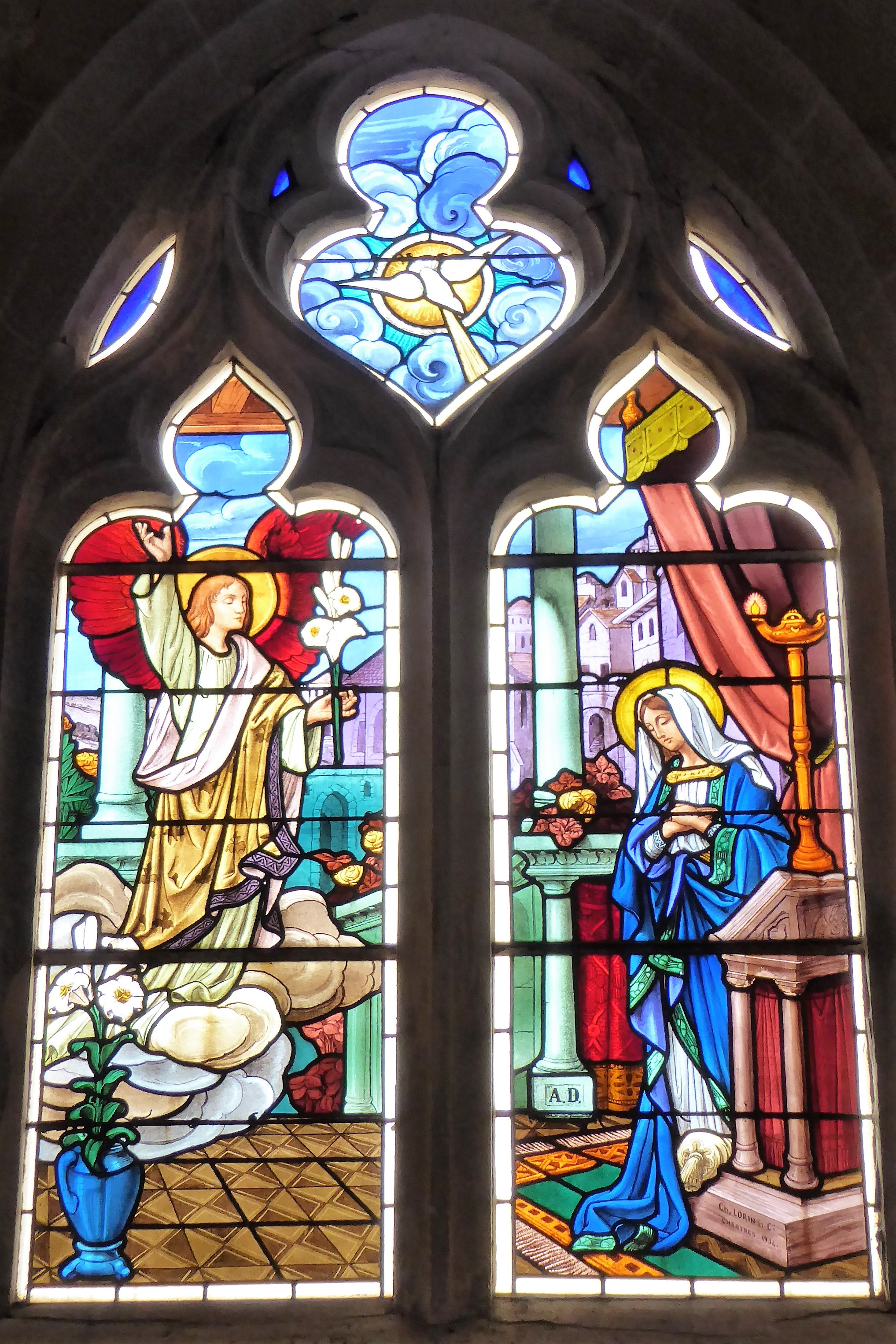
Vitrail signé Charles Lorin et Cie Chartres 1934.
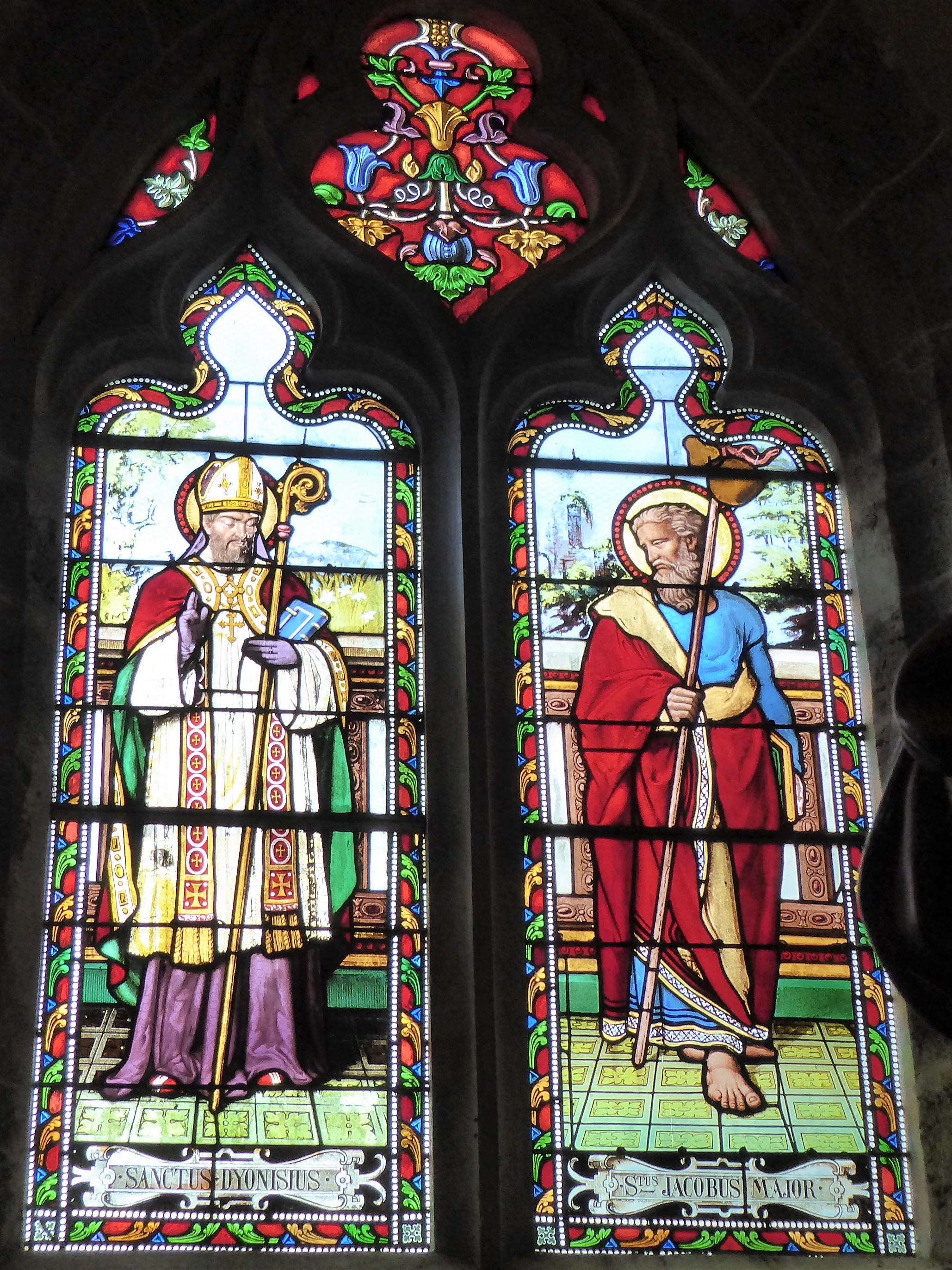
Saint Denis, saint Jacques.
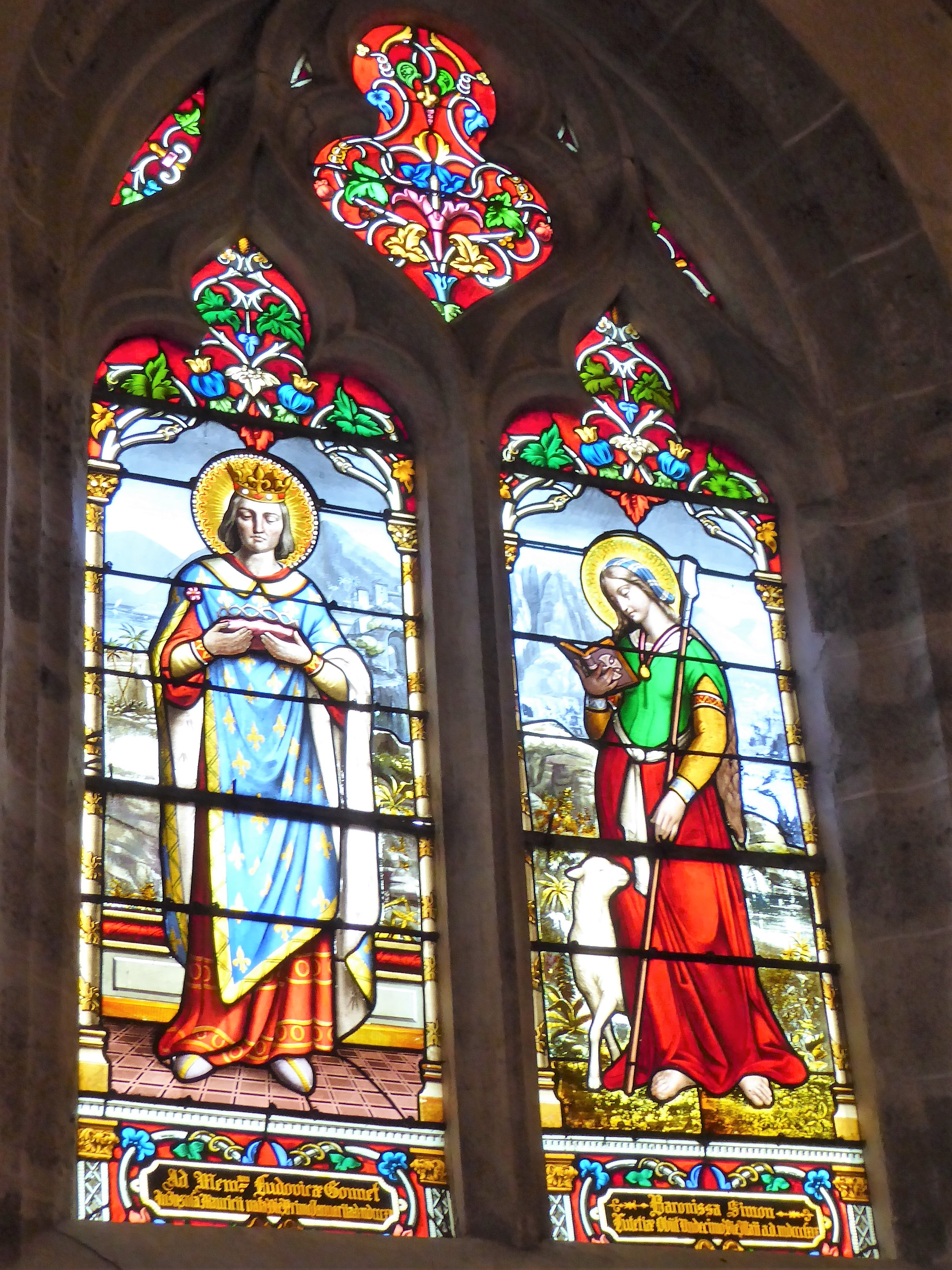
Saint Louis, saint Jean-Baptiste.
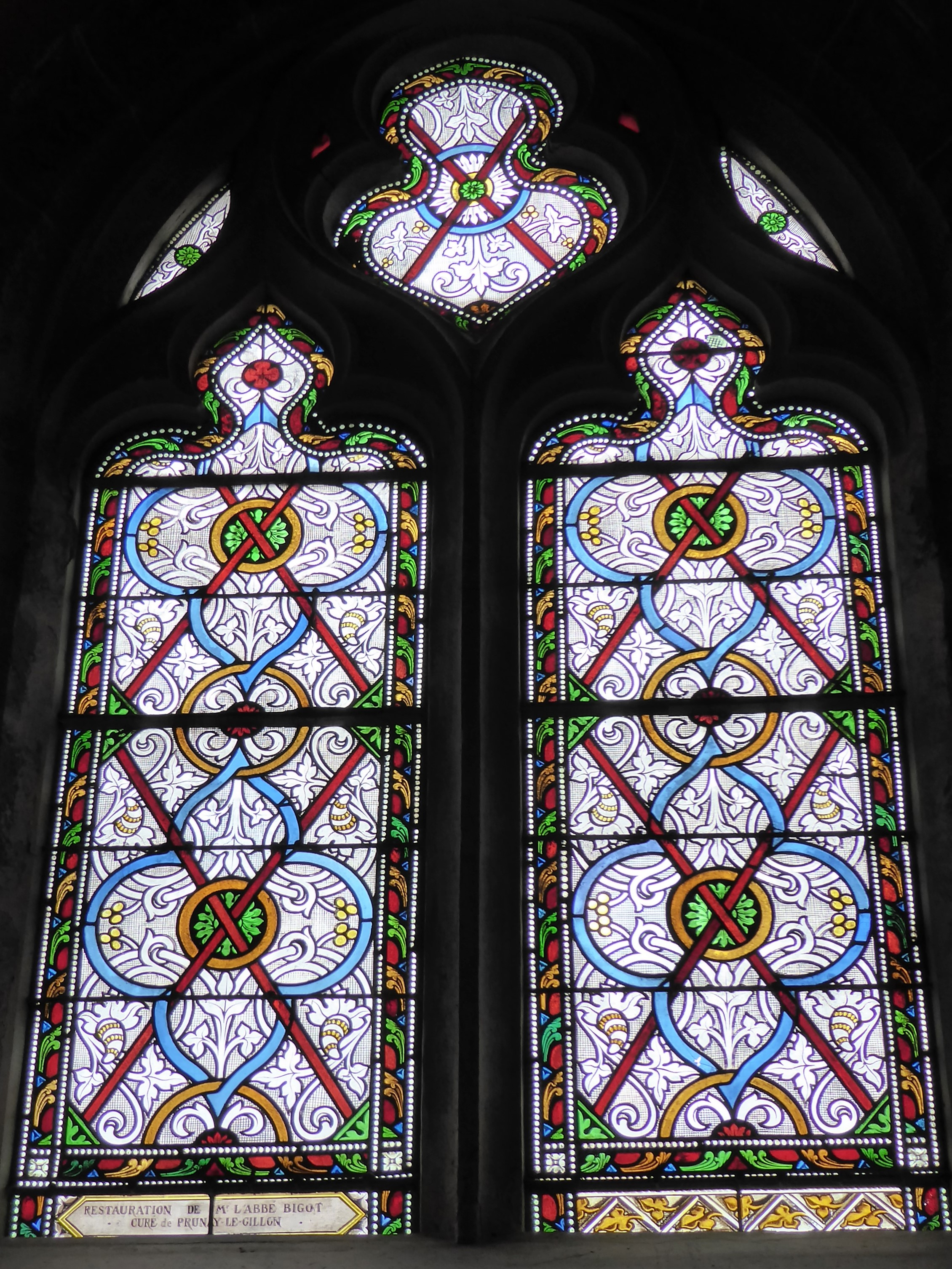
« Restauration de l'abbé Bigot »
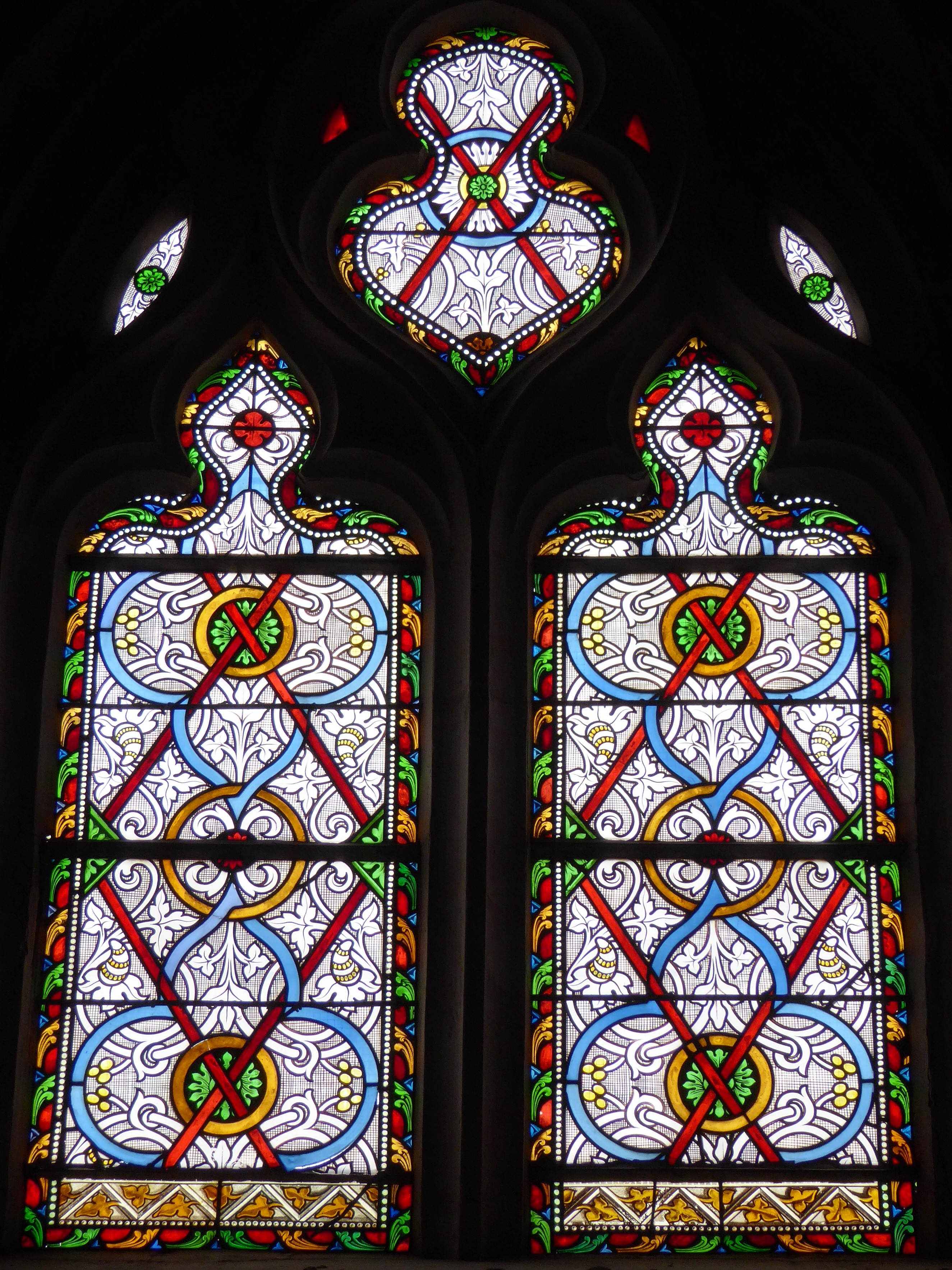
Vitrail à motifs géométriques.

## Paroisse et doyenné
L'église Saint-Denis de Prunay-le-Gillon fait partie de la paroisse de l'Épiphanie, rattachée au doyenné de Chartres .